# Pfuhlsborn

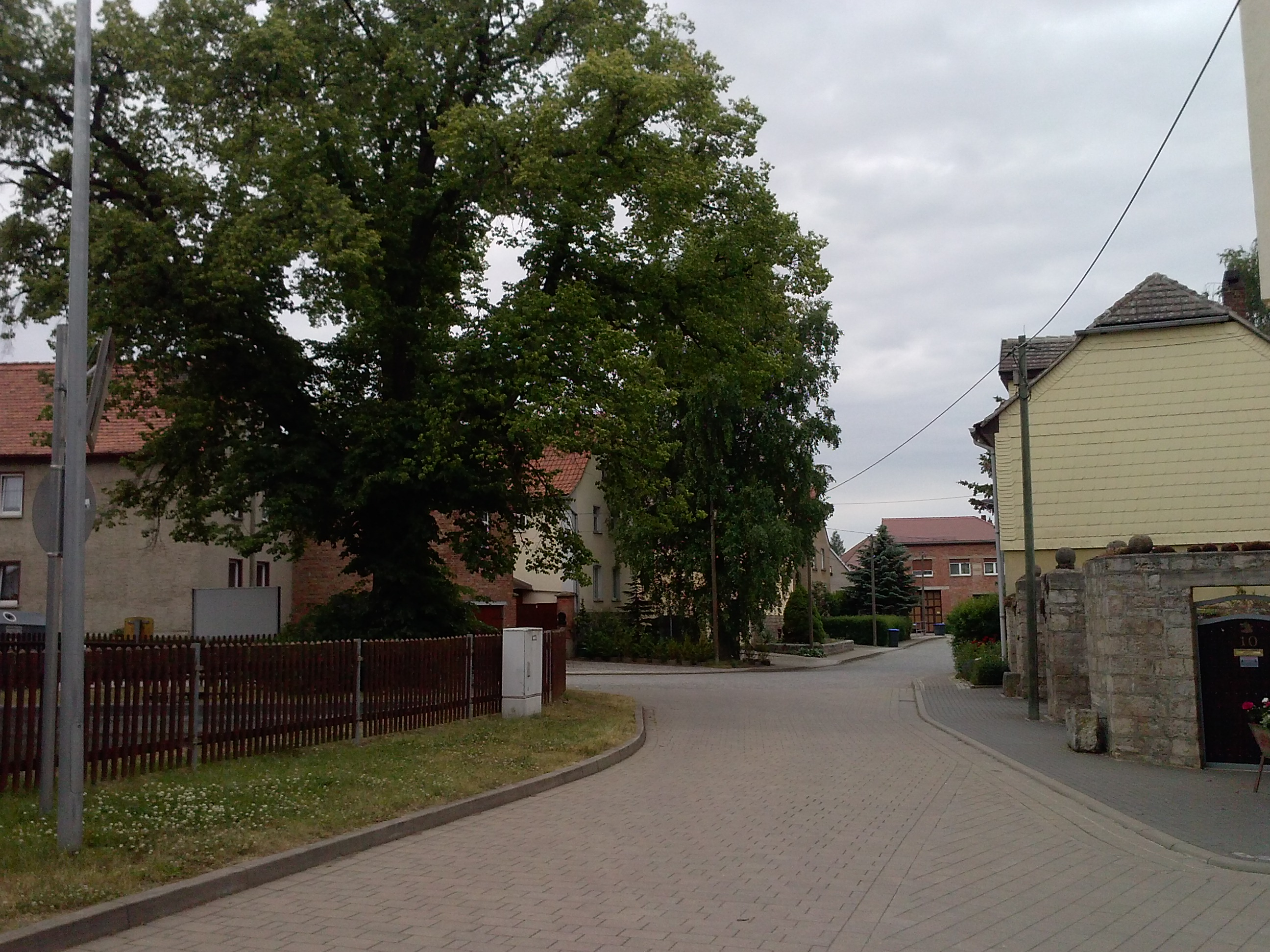
Dorfansicht von Pfuhlsborn

Pfuhlsborn ist ein Ortsteil der Stadt und Landgemeinde Bad Sulza im Landkreis Weimarer Land in Thüringen.

## Lage
Der nördlichste Ortsteil der Gemeinde liegt etwas erhöht als Rundling auf der Ilm-Saale-Platte auf überlössten Muschelkalkverwittersboden. Die Kreisstraße 105 führt von der Landesstraße 1050 zum Dorf und verbindet es mit dem Umland. Pfuhlsborn ist ein Dorf mit Fernsicht zur Finne mit Eckartsburg, nach Apolda und Weimar bis hin zum Inselsberg im Thüringer Wald.

## Geschichte
Um 822–842 wurde das Dorf erstmals urkundlich erwähnt und registriert. Die Kirche wurde nach einem Brand 1744 neu gebaut. Der Name ist germanischen Ursprungs (Born = Quelle). Im 14. Jahrhundert waren die Schenken von Tautenburg Herren über den Ort. Nach dem Aussterben dieses Adelsgeschlechts gehörte der Ort ab 1640 als Exklave zum kursächsischen Amt Tautenburg. Mit dem Wiener Kongress kam Pfuhlsborn 1815 zum Großherzogtum Sachsen-Weimar-Eisenach und wurde dem Amt Dornburg angegliedert. Bis 1818 mussten die Bauern Frondienste leisten. Sie lösten die Dienste mit 4150 Talern ab.
Bei Pfuhlsborn liegt die schriftlich und archäologisch überlieferte Wüstung Reißen. Die Existenz einer weiteren Ortschaft Lützen ist umstritten.
Im April 1945 besetzten US-Truppen den Ort, nachdem sie ihn mit Artillerie beschossen hatten. Anfang Juli zog die Rote Armee ein, wodurch Pfuhlsborn Teil der SBZ und ab 1949 der DDR wurde. So fand ab 1952 die Kollektivierung der bäuerlichen Landwirtschaft statt. Heute bewirtschaftet ein Betrieb die Felder um Pfuhlsborn. Außerdem gibt es Gewerbetreibende, sodass es auch im Ort selber Möglichkeiten zur Arbeit gibt.